# Bisdom Aurangabad
Het bisdom Aurangabad (Latijn: Dioecesis Aurangabadensis) is een rooms-katholiek bisdom met als zetel Aurangabad, in India. Het bisdom is suffragaan aan het aartsbisdom Nagpur. 

## Geschiedenis
Het bisdom werd opgericht op 17 december 1977, uit delen van het bisdom Amravati en het aartsbisdom Hyderabad.

## Parochies
Het bisdom had in 2022 een oppervlakte van 64.080 km2 en telde 18.731.872 inwoners waarvan 0,1% rooms-katholiek was.

## Bisschoppen
- Dominic Joseph Abreo (17 december 1977 - 1 mei 1987)
- Ignatius D’Cunha (6 februari 1989 - 20 januari 1998)
- Sylvester Monteiro (9 februari 1999 - 14 augustus 2005)
- Edwin Colaço (20 oktober 2006 - 13 mei 2015)
- Ambrose Rebello (13 mei 2015 - 17 februari 2024)
- Bernard Lancy Pinto (17 februari 2024 - heden; coadjutor sinds 30 december 2023)

Nagpur (aartsbisdom) · Amravati · Aurangabad · Chanda (Syro-Malabar)